# Бейбутов, Энвер Меджид оглы
Энвер Меджид оглы Бейбутов (азерб. Ənvər Məcid oğlu Behbudov; 20 марта 1912 — 18 марта 1993) — азербайджанский советский театральный режиссёр. Народный артист РСФСР (1965). Старший брат народного артиста СССР Рашида Бейбутова.

## Биография
Энвер Бейбутов родился 20 марта 1912 года в Шуше в семье азербайджанского народного певца-ханенде Меджида Бейбутова. С 1941 года был членом КПСС. В 1942 году окончил режиссёрский факультет ГИТИСа.
С 1944 по 1946 год был режиссёром и художественным руководителем Ульяновского, с 1946 по 1948 — Хабаровского, а с 1948 по 1954 год — Новосибирского театров.
С 1954 года по 1959 год Бейбутов был главным режиссёром Большого драматического театра имени В. Качалова в Казани, а с 1959 по 1964 год — Драматического театра имени М. Горького в Ростове. На сценах этих театров Бейбутов ставил такие спектакли как «Человек с ружьём» Николая Погодина, «Поднятая целина» Михаила Шолохова, «Мёртвые души» Николая Гоголя, «104 страницы про любовь» Эдварда Радзинского.
В 1965 году Энвер Бейбутов был удостоен звания Народного артиста РСФСР, став первым азербайджанцем, получившим это звание.
С 1966 года Энвер Бейбутов был главным режиссёром Азербайджанского театра оперы и балета. На сцене этого театра в 1968 году Бейбутовым была поставлена опера знаменитого азербайджанского композитора Узеира Гаджибекова «Кёроглы».
С 1969 года Энвер Бейбутов был главным режиссёром Азербайджанского русского драматического театра. Здесь он ставил «Шестое июля» (1970, Михаил Шатров), «Человек со стороны» (1972, Игнатий Дворецкий), «Своей дорогой» (1973, Рустам Ибрагимбеков), «Если ты не сгоришь» (1974, Наби Хазри), «Прошлым летом в Чулимске» (1975, Александр Вампилов), «Протокол одного заседания» (1976, Александр Гельман) и пр. спектакли.
В 1978—93 годы — преподаватель Московского государственного института культуры.
Энвер Бейбутов награждён орденами Трудового Красного Знамени (14 июня 1957) и «Знак Почёта» (10 ноября 1953), а также медалями.